# Ehrenabzeichen für im Dienst Verletzte
Das Ehrenabzeichen für im Dienst Verletzte war eine Auszeichnung des Königreiches Italien, welche 1934 per Dekret durch König Viktor Emanuel III. gestiftet wurde. Die Verleihung erfolgte an all jene italienischen Militärangehörigen, die in Ausführung des Dienstes Beschädigungen oder Verwundungen erlitten oder gestorben sind. 
Das hochovale Abzeichen zeigt in seinem unteren Teil den Teil einer Adlerschwinge (Luftwaffe) vor einem Anker (Marine). Darüber sind links die Fasces und rechts ein Schwert (Heer) zu sehen. Zwischen den Fasces und dem Schwert ist die Inschrift MVTILATO / IN SERVIZIO (Verstümmelt im Dienst) zu lesen. Über der Inschrift prangt das Königswappen.